# سامي أدجي (لاعب كرة قدم)
سامي أدجي (بالإنجليزية: Sammi Adjei)‏ هو لاعب كرة قدم غاني في مركز ظهير ‏، ولد في 18 نوفمبر 1973 في أكرا في غانا. شارك مع منتخب غانا لكرة القدم. أما مع النوادي، فقد لعب مع أشانتي غولد.

## وصلات خارجية
- سامي أدجي (لاعب كرة قدم) على موقع الاتحاد الدولي (مؤرشف)  (الإنجليزية)
- سامي أدجي (لاعب كرة قدم) على موقع قاعدة بيانات كرة القدم.إي يو (الإنجليزية)
- سامي أدجي (لاعب كرة قدم) على موقع ناشيونال فوتبول تيمز (الإنجليزية)
- سامي أدجي (لاعب كرة قدم) على موقع عالم كرة القدم.نت (الإنجليزية)
- سامي أدجي (لاعب كرة قدم) على موقع اللجنة الأولمبية الدولية (الإنجليزية)
- سامي أدجي (لاعب كرة قدم) على موقع أوليمبيديا (الإنجليزية)